# Borlänge (gemeente)
Borlänge is een Zweedse gemeente in Dalarna. De gemeente behoort tot de provincie Dalarnas län. Ze heeft een totale oppervlakte van 638,9 km² en telde 46.988 inwoners in 2004.

## Plaatsen
- Borlänge (stad)
- Ornäs
- Torsång
- Halvarsgårdarna
- Idkerberget
- Repbäcken
- Norr Amsberg
- Fjäkelmyra en Skomsarby
- Tuna-Hästberg
- Bomsarvet, Blecktorp en Gerbergärd
- Lindan en Baggarvet
- Kyna
- Strandbro
- Floda en Bäck
- Västansjö en Långsjö
- Grevbo
- Rämshyttan
- Skärsjö
- Fagerbacken
- Ängesgårdarna en Täktgårdarna
- Baggbo
- Murbo en Hinsbo

Älvdalen · Avesta · Borlänge · Falun · Gagnef · Hedemora · Leksand · Ludvika · Malung-Sälen · Mora · Orsa · Rättvik · Säter · Smedjebacken · Vansbro